# 609 Fulvia
609 Fulvia è un asteroide della fascia principale del diametro medio di circa 54,17 km. Scoperto nel 1906, presenta un'orbita caratterizzata da un semiasse maggiore pari a 3,0852306 UA e da un'eccentricità di 0,0410924, inclinata di 4,17850° rispetto all'eclittica.
Il suo nome è in onore di Fulvia, moglie del generale romano Marco Antonio.